# Bakersfield
Bakersfield er en by i den amerikanske delstat Californien. Bakersfield er hovedbyen i Kern County (Amt), byen har en befolkning på 307.471 indb. (2005). Byen opstod da der i 1851 blev fundet guld i området, og befolkningstallet øgedes yderligere da der blev ført en jernbanestrækning dertil. Byen blev i 1952 ramt af et jordskælv, hvilket har medført at byen i dag mest består af lavere bebyggelse, spredt ud over et større område. 

## Geografi
Bakersfield ligger knap 200 km. nord for Los Angeles og ca. 500 km. sydøst for Sacramento (delstatens hovedstad).
Bakersfield er den største by i USA, der ikke er forbundet direkte til det veludbyggede amerikanske motorvejsnet (Interstate).
En del film er optaget i og omkring byen:
- "X-Files"(1998)
- "K-PAX"(2001), "Menneskejagt"(1959)
- "Thelma & Louise" (1991)
- "Wag the Dog" (1997)
- "The Break Up" (1998)
- "Psycho" (1960).

## Andet
- Bakersfield er berygtet for sin tåge/dis, der kan havde en sigtbarhed ned til 3 meter.

- Bakersfield har en meget dårlig luftkvalitet; kun Los Angeles har en dårligere i hele USA.

- Bakersfield havde i tresserne et meget aktivt countrymusik miljø, som var en alternativ stil til Nashvilles familiepopagtige version af genren. Her fremstod sangere som Buck Owens og Merle Haggard.